# Amelia Sarah Levetus
Amelia Sarah Levetus (1853–1938) fue una historiadora del arte, periodista, educadora y feminista británico-austríaca. Después de mudarse a Austria en 1891, se convirtió en la primera mujer en dar conferencias en la Universidad de Viena cuando en febrero de 1897 dio dos conferencias públicas sobre el movimiento cooperativo británico. Poco después se concentró en la historia del arte, especialmente en el arte moderno. En 1898 fundó una escuela en Viena, basada en las de Inglaterra, con un enfoque en el arte y el idioma inglés. Además de sus contribuciones a revistas de arte, publicó varios libros sobre arte austriaco.

## Biografía
Nacida en Birmingham en 1853, Levetus creció en un entorno familiar judío activo con fuertes intereses religiosos, literarios y culturales. Después de estudiar en Birmingham en King Edward's School, asistió al Midland Institute y a Mason College antes de estudiar economía y enseñar en las universidades de Birmingham, St Andrews, Cambridge y Aberdeen. En 1891, se trasladó a Viena, donde enseñaba inglés y comenzó a trabajar como periodista.
En 1897 fue invitada a dar dos conferencias en la Universidad de Viena sobre el movimiento cooperativo en Gran Bretaña, convirtiéndose en la primera mujer en dar una conferencia en la universidad. Poco después, su interés pasó de la economía al arte y a la cultura, especialmente el arte moderno que había conocido a través de John Ruskin y William Morris cuando aún estaba en Inglaterra. Comenzó a asociarse con el grupo Secession de artistas modernos y con los de Kunstgewerbeschule que reflejaban las tendencias que había conocido en Gran Bretaña. Esto la animó a contribuir y convertirse en la corresponsal vienesa tanto de la revista de arte londinense The Studio, como también de varias publicaciones periódicas en alemán. También mantenía informados a los vieneses sobre las tendencias del arte británico contribuyendo a Kunst und Kunsthandwerk.
En 1904, publicó Imperial Vienna: An Account of its History, Traditions and Arts, dirigido a lectores de su Gran Bretaña natal. Tras varios artículos sobre "Arte decorativo moderno en Austria" y "El renacimiento del arte en Austria" para The Studio, colaboró con Michael Haberland en la publicación de Arte campesino en Austria y Hungría en 1911, uno de las primeras descripciones detalladas en inglés sobre’ Arte popular austriaco.
A pesar de ser considerada por algunos como simpatizante del enemigo durante la Primera Guerra Mundial, continuó enseñando, colaborando con las actividades del John Ruskin Club que promovía la conversación en inglés. Esto fue posteriormente considerado como evidencia de la perspectiva liberal de Volksheim. En 1925, junto con el historiador Friedrich Hertz, lanzó la Revue Reconstruction en apoyo de la remodelación de Austria. También contribuyó al movimiento de mujeres en Viena, dando conferencias sobre educación y la mejora de las condiciones para las mujeres y las clases trabajadoras.
Levetus nunca se casó. Murió en Viena en 1938.